# Makieta (wojskowość)

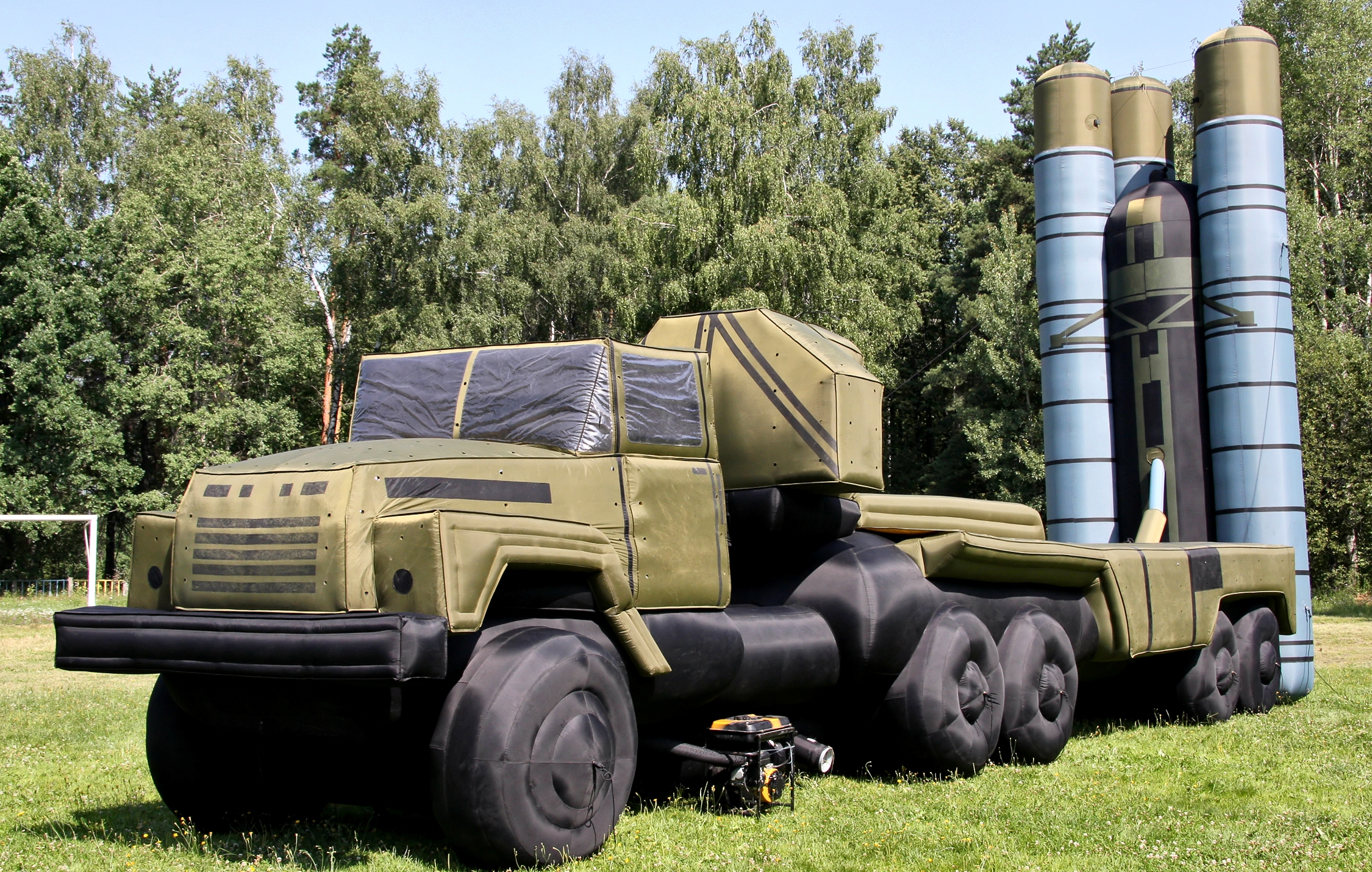
Produkowana seryjnie makieta rosyjskiej wyrzutni rakiet S-300

Makieta – model lub ich grupa przedstawiające wiernie lub w przybliżeniu obiekty (fabryki, mosty, lotniska itp.), sprzęt bojowy (czołgi, samoloty itp.) oraz ludzi, stosowane w wojsku do pozorowania działań, odwrócenia uwagi od rzeczywistych obiektów, ściągnięcia ognia przeciwnika, wprowadzenia w błąd co do wielkości sił, ilości i jakości uzbrojenia lub szkolenia własnych oddziałów.

## Rodzaje
Wyróżnia się makiety m.in. maskujące i pozorujące, stacjonarne i przenośne, składane i segmentowe.
Makiety maskujące winny przede wszystkim możliwie wiernie oddawać szczegóły imitowanych obiektów, być tanie i łatwe w obsłudze. Oprócz produkowanych seryjnie, makiety maskujące mogą mieć charakter improwizowany, tj. tworzony doraźnie na polu walki z dostępnych materiałów przez najczęściej pododdziały inżynieryjne.
Oddzielnym rodzajem makiet są w wojskowości makiety terenu, tj. modele terenu w formie dioramy wykonane w pomniejszonej skali z podręcznych materiałów takich jak glina, gips, piasek (rzadziej plastik, drewno), stosowane przy omawianiu planowanej operacji, organizacji współdziałania oraz szkoleniu.

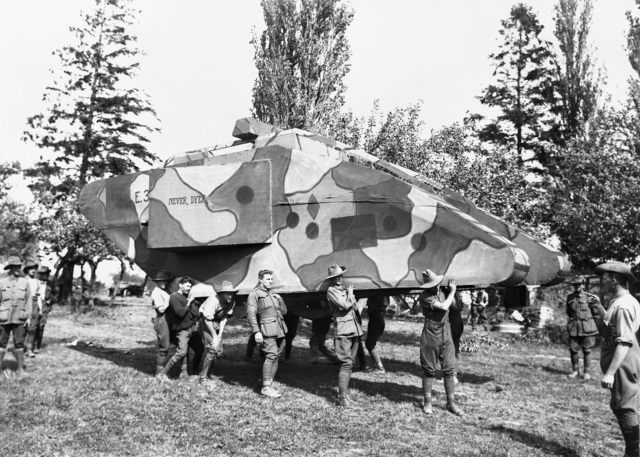
Wrzesień 1917, Front Zachodni. Australijscy żołnierze niosący improwizowaną makietę brytyjskiego czołgu Mark IV
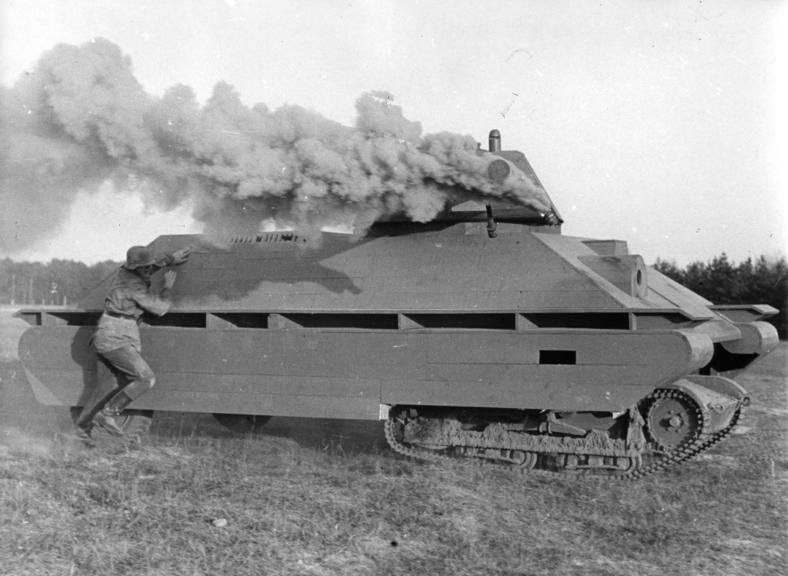
Zdobyczna polska tankietka TKS używana przez Niemców jako podwozie makiety ćwiczebnej
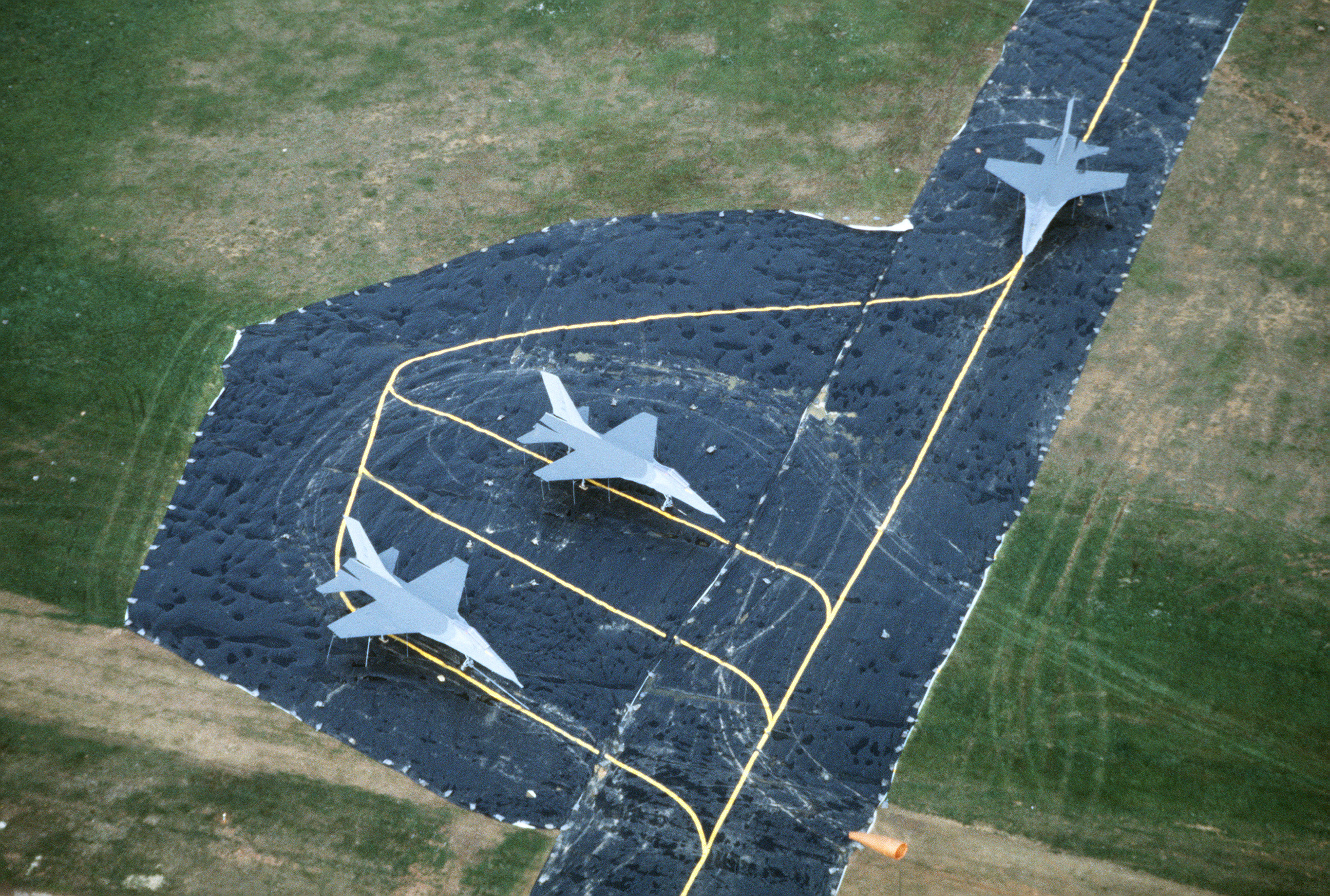
Fragment makiety terenu – bazy lotniczej z modelami F-16